# Paphnutius (cicade)
Paphnutius is een geslacht van halfvleugeligen uit de familie schuimcicaden (Cercopidae). De wetenschappelijke naam van dit geslacht is voor het eerst geldig gepubliceerd in 1916 door Distant.

## Soorten
Het geslacht Paphnutius omvat de volgende soorten:
- Paphnutius costimaculus Metcalf & Horton, 1934
- Paphnutius ostentus Distant, 1916
- Paphnutius rufifrons (Jacobi, 1921)
- Paphnutius schmidti (Haupt, 1924)
- Paphnutius semirufus (Haupt, 1924)
- Paphnutius tonkinensis (Schmidt, 1920)